# Likbez
Likbez (russisk: ликбе́з, russisk udtale: [lʲɪɡˈbʲɛs]; fra en russisk forkortelse for " lik vidatsiya bez gramotnosti", ликвида́ция безгра́мотности, [lʲɪkvʲɪˈdatsɨjə bʲɪzˈɡramətnəsʲtʲɪ], hvilket betyder "eliminering af analfabetisme") var en kampagne for udryddelse af analfabetisme i den Russiske sovjetrepublik og i Sovjetunionen. Udtrykket blev også brugt om forskellige skoler og kurser, der blev oprettet under kampagnen. I dag bruges dette udtryk undertiden på russisk som en slang for svar på almindelige spørgsmål.

## Baggrund
I 1897 udgjorde læsefærdighedsgraden i det russiske imperium 24% (anslået), med læsefærdigheder i landdistrikterne på 19,7%. Der var få skoler til rådighed for befolkningen, især i landdistrikterne. Indtil begyndelsen af det 20. århundrede var der stadig ingen specifikke læseplaner eller retningslinjer i zemstvo- skolerne.  I 1891 kom læseskolerne under kirkeadministration og opretholdt en stort set religiøs læseplan, der understregede undervisningen i den gamle kirkeslaviske. Bønderne var stort set selvuddannede og blev ofte uddannet på skoler, der blev drevet af politiske dissidenter i sidstnævnte periode med tsaristisk styre. Over for en voksende modstand fra den generelle befolkning annoncerede zar Alexander 2. et dekret, der ville hæve studieafgiften for skoler og dermed forhindre yderligere social mobilitet for livegne, der fik fri mobilitet. Under zar Nikolaj 2.'s regeringstid (1894–1917) pressede liberale på for et universelt uddannelsessystem, der muligvis var blevet gennemført, havde det ikke været for udbruddet af første verdenskrig.

## Bolsjevikkernes læsefærdighedskampagne
Da det bolsjevikkerne kom til magten i 1917, stod de over for et smuldrende imperium berygtet for dets opfattede tilbageståenhed og dårlige uddannelsessystem. Det anslås, at der i 1917, inden for kejserrigets resterende territorier, var 37,9% af den mandlige befolkning over syv år, der kunne læse, og kun 12,5% af den kvindelige befolkning. Lenins synspunkter på læsefærdigheder var forankret i dens økonomiske og politiske fordele. "Uden læsefærdigheder," erklærede han, "kan der ikke være nogen politik; der kan kun være rygter, sladder og fordomme."  Likbez-kampagnen blev startet den 26. december 1919, da Vladimir Lenin underskrev den sovjetiske regeringsdekret "Om udryddelse af analfabetisme blandt befolkningen i RSFSR" ("О ликвидации безграмотности среди населения РСФСР"). I henhold til dette dekret var alle mennesker fra 8 til 50 år forpligtet til at læse på deres modersmål.
Bolsjevikkerne mente, at de gennem læsekampagner kunne fremme partiets ideologi og påvirke befolkningen ideologisk. Kvinder blev i betragtning af deres lave læsefærdighed anset for at have det største potentiale for at blive "moderniserende" i det sovjetiske samfund. Gennem uddannelse af bondekvinder håbede bolsjevikkerne at nedbryde det patriarkalske samfund i landdistrikterne. Lenin mente, at en kvindes analfabetisme ville skade "kampånden" hos mandlige partimedlemmer og forhindre koner i at forstå deres ægtemands idealer.
For yderligere at knytte kontakter til bondesamfundet byggede bolsjevikkerne læsesale i landsbyer over hele landet, hvor en læsekyndig bonde fungerede som rummets "røde læser" og førte diskussioner om tekster sendt af partiet til medlemmer af lokalsamfundet. Deltagelse var oftest obligatorisk, da læsesalene viste sig at være et af partiets mest succesrige propagandaværktøjer.

## Udvikling
Efter bolsjevikkernes magtovertagelse ved oktoberrevolutionen og den efterfølgende borgerkrig blev likbez-programmet fortsat, stadig med vægt på det propagandistiske element.
Fra 1923-1927 blev læsefærdighedsprogrammet især gennemført af tjekaens likbez-bureauer blandt russiske fagforeninger. Tjekaen offentliggjorde rutinemæssigt rapporter om læsefærdighederne blandt fagforeningernes medlemmer som et middel til at tilskynde konkurrencen blandt byer og fabrikker. Efter 1925 blev der gradvist indført større fleksibilitet i den obligatoriske undervisning.
I midten af 1920'erne var plakater blevet en "kvintessiv form for propaganda" i Likbez og læsefærdighedspropaganda blev i stigende grad formidlet ved propagandaplakater. Propagandaplakater for læsefærdigheder var en billig måde at nå ud til et bredt publikum på. Desuden kunne plakater forstås selv af analfabeter. Propagandaplakater solgte kommunistisk ideologi til befolkningen ved specifikt at skildre fordelene ved læsefærdighed til enkeltpersoner.
Da Stalin konsoliderede sin magt i slutningen af 1920'erne, skiftede sovjetisk propaganda sit fokus til at fokusere på hurtig industrialisering og centraliseret, statslig kontrol med økonomien, og i 1930'erne var formidlingen af pro-læsefærdighedspropaganda aftaget i hele Sovjetunionen og kampagnen tog af i styrke. I stedet blev propaganda op gennem 1930'erne i stigende grad fokuseret på at glorificere den sovjetiske stat, især dens leder Josef Stalin.

## Kvinder og pro-læsefærdighedspropaganda
Især kvinder blev motiver i sovjetisk pro-læsefærdighedspropaganda.  I læsefærdighedspropaganda blev det bolsjevikiske engagement i kvindelig læsefærdighed brugt til at understrege partiets forpligtelse til at forbedre kvindestationen i det sovjetiske samfund. Kvinder blev på grund af deres lave læsefærdigheder af staten betragtes som havende det største potentiale for at blive "moderniserende" i det sovjetiske samfund.
Billeder af kvinder blev centrale for sovjetiske propagandaplakater for læsefærdighed under Likbez-kampagnen. På disse plakater blev kvinder vist i situationer, hvor de distribuerede bøger, lærte børn at læse og generelt engagerede sig i de sovjetiske idealer om uddannelse og læsefærdigheder. Før 1920 var kvinders repræsentation i politiske plakater for det meste allegorisk. Det var først i 1920, at sovjetiske kunstnere genererede en kvindelig modstykke til de almindeligt anvendte billeder af den mandlige arbejdstager eller smed, der var kommet i udbredt anvendelse i propaganda efter borgerkrigen. Efter 1920 begyndte kvindernes billeder i propagandaplakater at skifte til kvindearbejderens, en ny sovjetisk kvindes. Selvom nogle allegoriske repræsentationer af kvinder bestod af propagandaplakater og kunst gennem de tidlige 1920'ere, var de nye skildringer af kvinder, der blev fundet i plakater fra Likbez-æraen, af kvinder i almindelig påklædning, "flittige kvindelige arbejdere og bondekvinder, der byggede socialismen sammen med deres mandlige kolleger."
Brug af kvinder som hovedpersoner i propagandalitteraturen var et nøgleelement i Likbez-æraen. I propagandalitteraturen blev ofte fremstillet unge, enlige, kvindelige analfabeter fra landet i en svær situation, typisk flygtet fra landet til byen. Når disse kvinder kvinder får kontakt med lokale sovjetiske embedsmænd, begynder deres lykke at vende. Disse embedsmænd redder kvinderne fra de overgreb, de lider som underbetalte og udnyttede, ofte også seksuelt, og embedsmændene får kvinderne til at melde sig ind i en fagforening. Kvinderne modtager herefter støtte og uddannelse. Til sidst bliver hovedpersonen fuldt læsende og er aktiv i hendes lokale arbejdstagerudvalg og støtter nye generationer af kvinder ved at lære dem at læse og skrive.
I 1924 var 90% af husarbejdere, der kom fra landsbyer, analfabeter og blev i sovjetisk litteratur og propaganda omtalt som den "tredje front", en delmængde af befolkningen, som skulle rejses gennem læsefærdigheder. 

## Resultater
Kampagnen var ikke den succes, som bolsjevikkerne oprindeligt havde forestillet sig, hovedsagelig fordi den manglede frivillige lærere, finansiering og organisation. Likbez-kampagnen var mest effektiv for mennesker mellem 9 og 35 år. Bolsjevikkerne anså alle over 35 år som vanskelige at nå.
I 1926 havde kun 51% af befolkningen over 10 år imidlertid opnået læsefærdigheder. Mandlig læsefærdighed var på 66,5%, mens kvinderne fulgte langt efter med blot 37,2%. I 1939 var mandlig læsefærdighed imidlertid 90,8, og kvindelig læsefærdighed var steget til 72,5%.  Ifølge den sovjetiske folketælling fra 1939 var læsefærdige 89,7% (Russiske SFSR i alderen 9-49). I løbet af 1950'erne var Sovjetunionen blevet et land med næsten 100% læsefærdigheder.